# Novopetrovski
Novopetrovski (del ruso: Новопетровский) es un posiólok del raión de Séverskaya, en el krai de Krasnodar de Rusia. Está situado en las vertientes septentrionales del Cáucaso occidental, a orillas del río Bugai, de la cuenca del Kubán a través del Sujói Aushed, uno de sus distributarios, 15 km al oeste de Séverskaya y 40 km al noroeste de Krasnodar, la capital del krai. Tenía 195 habitantes en 2010.
Pertenece al municipio Chernomorskoye.